# 邦苏塞苏 (帕拉伊巴州)
邦苏塞苏（葡萄牙語：Bom Sucesso）是巴西帕拉伊巴州的一个市镇。总面积184.101平方公里，总人口4552人，人口密度24.7人/平方公里。